# Cyclomia
Cyclomia is een geslacht van vlinders van de familie spanners (Geometridae), uit de onderfamilie Ennominae.

## Soorten
- C. alternata Warren, 1900
- C. amelia Thierry-Mieg, 1915
- C. castraria Jones, 1921
- C. disparilis Schaus, 1911
- C. epionaria Guenée, 1858
- C. fidoniata Warren, 1901
- C. flavida Dognin, 1911
- C. fumaria Jones, 1921
- C. jaspidea Warren, 1897
- C. minuta Druce, 1892
- C. mopsaria Guenée, 1858
- C. ocana Schaus, 1901
- C. purpuraria Hampson, 1904
- C. rubida Warren, 1900
- C. sericearia Schaus, 1901
- C. sororcula Dognin, 1911
- C. strigifera Warren, 1906
- C. subnotata Dognin, 1914
- C. terginata Möschler
- C. tumidilinea Warren, 1906
- C. uniseriata Dognin, 1911
- C. vinosa Dognin, 1890